# Литрамин
Литрамин (англ. Litramine) — гранулированный экстракт (концентрированное извлечение из растительного сырья) пищевых волокон растительного происхождения, получаемый из опунции индийской (Opuntia ficus-indica).

## Фармакологическое действие
Основные свойства литрамина связаны с входящими в состав пищевыми волокнами. Пищевые волокна — это съедобные части растений, устойчивые (резистентные) к перевариванию и адсорбции в тонком кишечнике человека и частично расщепляемые в толстом кишечнике. Они обеспечивают благоприятные физиологические эффекты, в том числе улучшение моторики кишечника, снижение концентрации холестерина и глюкозы в крови. Благодаря своим физико-химическим свойствам пищевые волокна влияют как на усвояемость нутриентов, так и на экскрецию продуктов метаболизма, оказывая действие на обмен веществ в организме.
Литрамин, стандартизованный в отношении липофильной активности, понижает всасывание жира, содержащегося в пище, посредством связывания жиров в желудочно-кишечном тракте. Липофильный комплекс связывается с жирами пищи, образуя комплексы жир-волокно. Нерастворимые волокна слишком велики для всасывания через стенку кишечника, поэтому неразрушенная их часть вместе со связанными жирами выводится из организма.. Содержащиеся в литрамине растворимые волокна не связываются с жиром, но замедляют вывод пищевой массы из желудка, снижая аппетит. Литрамин используется как сырье при производстве средств для снижения и удержания веса тела, регулирования аппетита и нормализации функции ЖКТ.

## Показания
Применяется для лечения избыточной массы тела, ожирения, метаболического синдрома.

## Противопоказания
Индивидуальная непереносимость компонентов, беременность, кормление грудью. Индекс массы тела (ИМТ) менее 18,5..

## Побочные эффекты
Неизвестны.

## Способ применения
- Во время еды, запивая водой.
- Не принимать в течение 2 часов до и после приема жирорастворимых лекарств.
- Прием рекомендуется только взрослым старше 18 лет[8].

## Производство

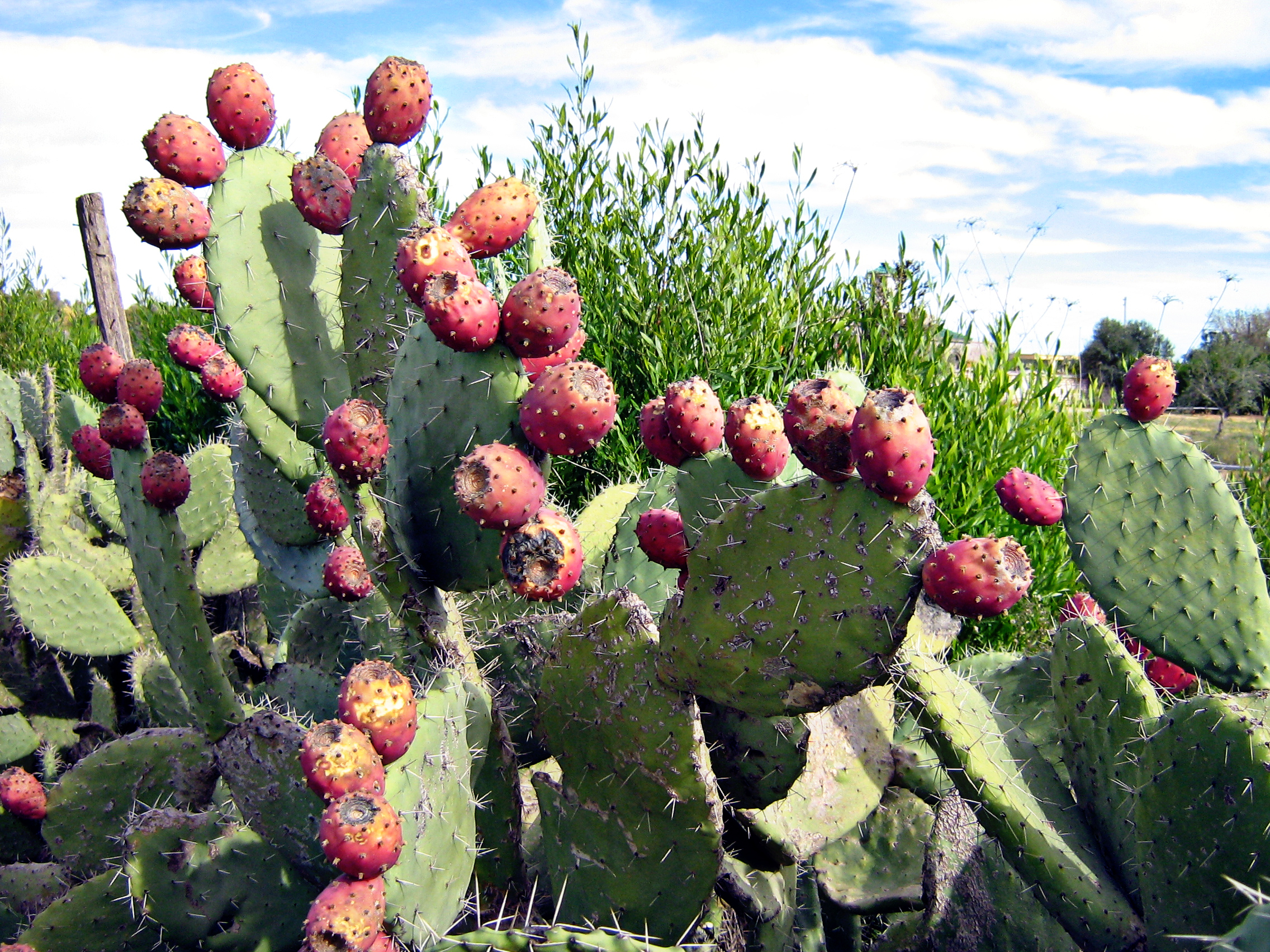
Опунция индийская

Литрамин производится из гранулированного порошка, получаемого путём измельчения стебля опунции индийской (Opuntia ficus-indica). С целью добавления в состав растворимых волокон порошок смешивается с экстрактом акации (Acacia spp.).
Готовый литрамин выглядит как светло-зеленый гранулированный порошок, по органолептическим свойствам напоминающий экстракт кактуса.
Детали производственного процесса охраняются патентом, принадлежащим группе фармацевтических компаний InQpharm. Ей же принадлежат права на торговую марку «Litramine».

## Препараты, содержащие литрамин
Литрамин является действующим веществом препарата XL-S Medical. Кроме литрамина препарат содержит витамины A, E, Д и вспомогательные вещества. XL-S Medical получил известность в России благодаря широко освящавшемуся в СМИ спору между Ксенией Собчак и Татьяной Арно о похудении.

## Исследования эффективности
Согласно проведенным исследованиям литрамин блокирует усвоение около четверти пищевого жира.
В 2010—2011 годах было проведено рандомизированное, многоцентровое клиническое исследование литрамина методом двойного слепого плацебоконтроля. Исследование показало, что прием литрамина статистически значимо снижает вес у пациентов с избыточным весом. Следует заметить, что в соответствии с экспериментальными условиями, участвовавшие в исследовании субъекты (как тестовая группа, так и контроль) получали две таблетки литрамина по 500 мг (или такие же таблетки плацебо) три раза в день в течение 12-недельного периода. Калории, содержащиеся в слегка гипокалорийной диете, были эквиваленты оцененной суточной потребности в калориях минус 500 ккал. Кроме того, участникам рекомендовали постепенно повышать физическую нагрузку (30 минут физической нагрузки умеренной эффективности, такой как ходьба или поездки на велосипеде).
До этого эффективность литрамина в уменьшении всасывания жиров была показана на in vitro моделях ЖКТ и в исследованиях на животных. В частности, в работе Smeets-Peeters MJE, Minekus M. 2001 на модели The TNO intestinal model (TIM) была продемонстрирована абсорбция 28 % жирных кислот при добавлении 2 граммов литрамина в стандартизированную порцию пищи.

## Юридический статус
В европейских странах литрамин распространяется как Medical Device Product («изделие медицинского назначения»).
В России на сегодняшний день зарегистрировано два препарата, действующим веществом которых является литрамин (по данным реестра Федеральной службы по надзору в сфере защиты прав потребителей и благополучии человека (Роспотребнадзор): «ЭксЭлЭс Медикаль Директ Блокатор Жиров» («XL-S Medical Direct Fat Binder») и «ЭксЭлЭс Медикаль Блокатор Жиров» («XL-S Medical BMIsmart Fat Binder with Vitamins»). Официальным дистрибьютором препаратов в России является компания Биттнер Фарма.